# نورثرن كالواي
نورثرن كالواي (بالإنجليزية: Northern Calloway)‏ مواليد 22 يناير 1948 في نيويورك - الوفاة 9 يناير 1990 في أوسينينغ، الولايات المتحدة، هو ممثل وكوميدي أمريكي بدأ مسيرته الفنية سنة 1966.

## الأعمال
- حلم ليلة منتصف الصيف
- الفرسان الثلاثة

## روابط خارجية
- نورثرن كالواي على موقع IMDb (الإنجليزية)
- نورثرن كالواي على موقع ميوزك برينز (الإنجليزية)
- نورثرن كالواي على موقع تيرنر كلاسيك موفيز (الإنجليزية)
- نورثرن كالواي على موقع أول موفي (الإنجليزية)
- نورثرن كالواي على موقع قاعدة بيانات برودواي على الإنترنت (الإنجليزية)
- نورثرن كالواي على موقع قاعدة بيانات برودواي على الإنترنت (الإنجليزية)
- نورثرن كالواي على موقع ديسكوغز (الإنجليزية)
- نورثرن كالواي على موقع قاعدة بيانات الفيلم (الإنجليزية)
- نورثرن كالواي على موقع كينوبويسك (الروسية)